# Piotr Kieniewicz
Piotr Kieniewicz MIC (ur. 7 sierpnia 1967 w Warszawie) – polski duchowny katolicki, doktor habilitowany teologii moralnej, 2009-2011 rektor Wyższego Seminarium Duchownego Zgromadzenia Księży Marianów w Lublinie, sekretarz prowincji polskiej Zgromadzenia księży Marianów.

## Życiorys
20 maja 1993 otrzymał święcenia kapłańskie z rąk biskupa Mariana Dusia. W roku 2000 uzyskał doktorat z teologii moralnej na Katolickim Uniwersytecie Lubelskim, na podstawie pracy Wezwanie do odpowiedzialności za dobro wspólne w nauczaniu społecznym katolickiego episkopatu Stanów Zjednoczonych po Soborze Watykańskim II. Habilitował się w 2011 na podstawie rozprawy Człowiek niewygodny, człowiek potrzebny. Dyskusja antropologiczna w bioetyce amerykańskiej.
W latach 1998–2014 był pracownikiem naukowo-dydaktycznym Instytutu Teologii Moralnej na Wydziale Teologii KUL. W latach 2009–2011 był rektorem WSD Księży Marianów w Lublinie. W latach 2011–2017 pracował w Sanktuarium Matki Bożej Licheńskiej, gdzie pełnił funkcję rzecznika prasowego sanktuarium oraz wicedyrektora Centrum Pomocy Rodzinie i Osobom Uzależnionym. Od 2017 roku jest sekretarzem polskiej prowincji Zgromadzenia Marianów. Zajmuje się bioetyką, specjalizując się w zagadnieniach ludzkiej prokreacji.
Od 2018 roku współpracuje z kanałem Polsat Rodzina - jest jednym z gospodarzy interaktywnego programu Wszystko, co chcielibyście wiedzieć.
Jest wnukiem historyka Stefana Kieniewicza. Jego ojciec Antoni Kieniewicz po śmierci żony wstąpił do seminarium i w wieku 69 lat uzyskał święcenia kapłańskie z rąk arcybiskupa Kazimierza Nycza.